# Limousine (race bovine)
Vous lisez un « article de qualité » labellisé en 2009.
Pour les articles homonymes, voir Limousine.
La limousine est une race bovine française rustique originaire du Limousin, qui est principalement vouée à la production de viande.

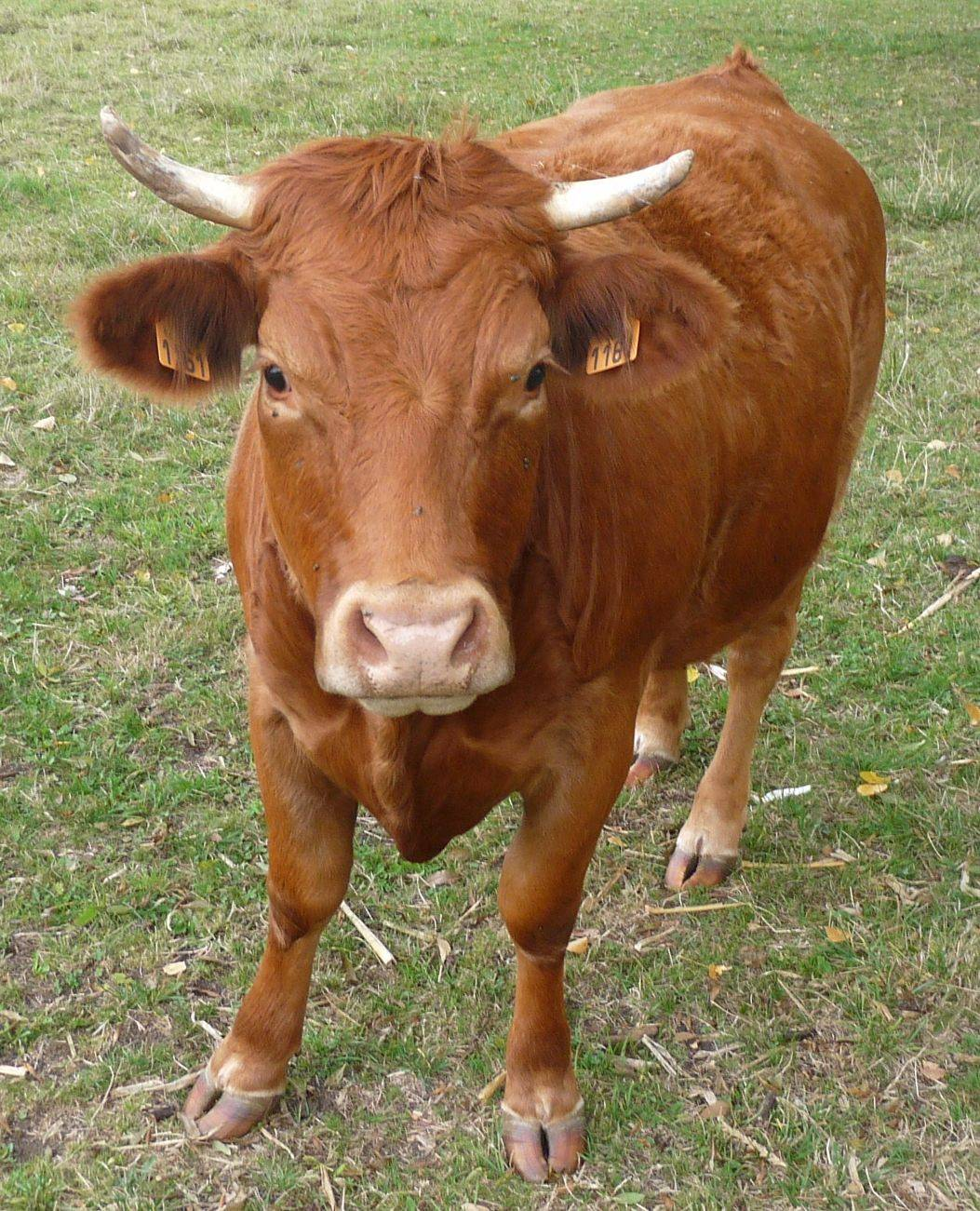
La limousine est une vache spécifiquement utilisé pour la viande.

C'est une vache de couleur marron beige. Sa robe est « roux froment », plus claire sous le ventre et autour des yeux et du mufle, avec des muqueuses rose clair. Elle est réputée pour sa rusticité, ses qualités maternelles et la qualité gustative de sa viande, qui peut être valorisée sous trois labels rouges différents. C'est également une race très utilisée en croisements avec des races locales ou laitières pour améliorer la conformation de leurs veaux.
Depuis la fin du XVIIIe siècle, la race a eu une histoire tourmentée et aurait même pu disparaître, au même titre que de nombreuses autres races rustiques, mais les efforts de sélection des éleveurs ont conduit à la création du herd-book en 1886 dans un premier temps, puis à l'essor continu de la race depuis les années 1960. Elle s'est en effet beaucoup développée depuis cette époque, dans plus de 70 pays à travers le monde comme en France, où elle est aujourd'hui la seconde race bovine allaitante française en termes d'effectifs avec environ 900 000 à 1 150 000 vaches reproductrices.
Les éleveurs de limousines prêtent depuis déjà longtemps attention à l'amélioration de leur race par la sélection. Ces efforts se concrétisent aujourd'hui par un schéma de sélection performant qui a permis, conjointement avec les améliorations dans l'alimentation et la conduite des animaux, de faire de la limousine une race bouchère essentielle dans le monde de l'élevage. Ce succès l'a également conduite à devenir un symbole fort de l'identité limousine.

## Historique

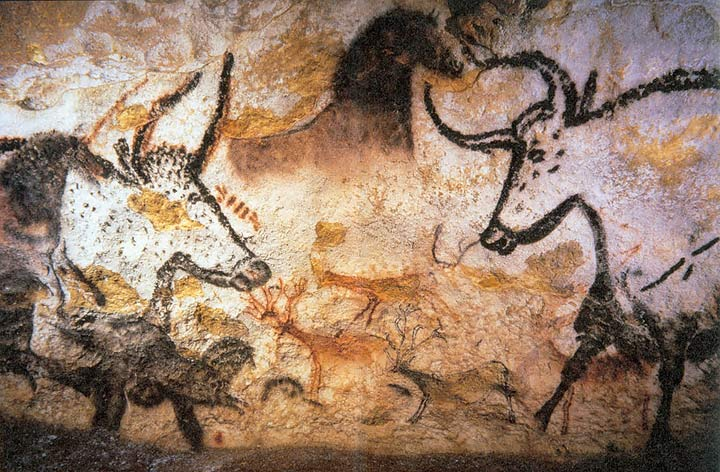
Les fresques de la grotte de Lascaux attestent que les bovins sont présents depuis déjà longtemps à l'ouest du Massif central

### Origines
La limousine appartient au rameau bovin blond du Sud-Ouest. Elle est originaire de la partie occidentale du Massif central (Limousin) où les bovins sont présents depuis très longtemps, comme l'attestent les fresques des grottes de Lascaux toutes proches. Au cours des siècles, les animaux de cette région se sont adaptés aux conditions locales : des sols granitiques acides et faiblement minéralisés, un paysage vallonné, de fortes amplitudes thermiques avec des gelées fréquentes et un enneigement assez courant. Ces facteurs ont engendré le développement d'une race rustique, dotée notamment d'une ossature exceptionnellement fine mais solide, spécificité qu'elle doit peut-être à la déminéralisation des sols.

### La situation au début duXIXesiècle

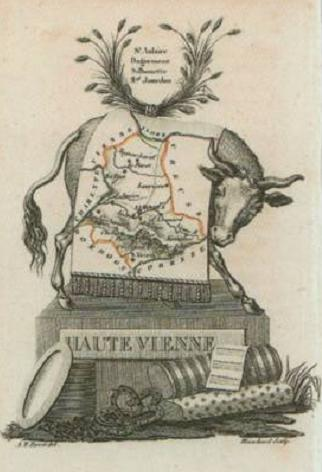
Cette gravure de 1830 représentant le département de la Haute-Vienne montre l'importance que pouvaient avoir les bovins dans la région.

Les premiers écrits témoignant de l'existence de la race limousine datent de la fin du XVIIIe siècle. À l'époque, elle est notamment réputée pour ses qualités d'animal de trait. Un marché se développe pour les animaux de boucherie limousins dans les grandes villes françaises, notamment sous l'impulsion de Turgot, alors intendant du Limousin. En 1770, le lieutenant général de police de Paris, Antoine de Sartine, lui envoie une note pour savoir s'il pouvait « compter après Pâques sur les Limousins » pour approvisionner Paris, en manque de viande. Les animaux concernés par ce commerce sont des bêtes de réforme, engraissées à l'âge de 8 à 10 ans avant d'être expédiées par la route vers Paris ou Bordeaux, au cours d'un voyage de 12 à 14 jours. Ils ne pèsent guère plus de 300 à 350 kg. En 1791, Jacques-Joseph Juge de Saint-Martin, un agronome limougeaud, fait état de l'importance des bovins du Limousin sur les marchés des grandes villes comme Paris, Lyon ou Toulouse. Ces animaux, connus sous le nom de bœufs du Limousin, viennent en fait des départements de la Charente, la Dordogne, la Haute-Vienne, la Vienne, le Lot, la Corrèze et la Creuse.
Ce marché décline légèrement au début du XIXe siècle, mais l'élevage du bétail reste une des principales activités de la région. À cette époque on observe une grande hétérogénéité dans les systèmes d'exploitation au sein même du Limousin. D'un point de vue géographique, on peut relever trois types de cantons.
- Les cantons dits « d'engrais », généralement des cantons céréaliers disposant de ressources suffisantes, vendent leurs animaux très tôt et ne conservent que les femelles nécessaires pour le renouvellement du troupeau. Ils rachètent des bœufs âgés de 5 à 6 ans pour effectuer les travaux des champs avant d'être engraissés puis vendus. Ces cantons disposent de suffisamment de terres labourables pour cultiver pommes de terre, seigle, orge et raves qui, en complément du regain des prairies, permettent un engraissement rapide des animaux.
- Les cantons dits « forestiers », qui sont toutefois peu nombreux en Limousin, n'ont pas les ressources suffisantes pour entretenir un grand nombre d'animaux. Les femelles y tiennent une place très importante puisqu'elles sont utilisées comme animaux de trait en plus d'assurer leur fonction de reproduction. Mal nourries et astreintes au travail, elles ne sont pas en bon état corporel.
- Les cantons dits « d'élèves », largement majoritaires en Limousin, sont spécialisés dans la production d'animaux jeunes. L'engraissement y est marginal du fait de la productivité faible des terres. Les vaches tiennent là aussi une place majeure, réalisant la plupart des travaux des champs[5].

Au début du XIXe siècle, le Limousin se caractérise principalement par la médiocrité de ses animaux. Louis Texier-Olivier, le préfet de l’Empire estime qu'un bœuf limousin pèse 300 à 350 kg et mesure 1,5 mètre au garrot. Ce défaut est imputable à la fois à la génétique des animaux, à la médiocrité des terres et donc de leur alimentation et aux pratiques d’élevage. En effet, les animaux paissent toute l’année dans des prairies pauvres, on prive les veaux de la moitié du lait de leur mère et tous les animaux participent aux travaux des champs, les paysans de l’époque ne pouvant pas se permettre de garder des animaux improductifs dans leurs exploitations. Tout cela se ressent fortement lors des concours d’animaux au cours desquels les limousins se classent parmi les derniers. La race est alors considérée comme une race de travail mal conformée et piètre laitière.

### L’échec des croisements et les débuts de perfectionnement de la race

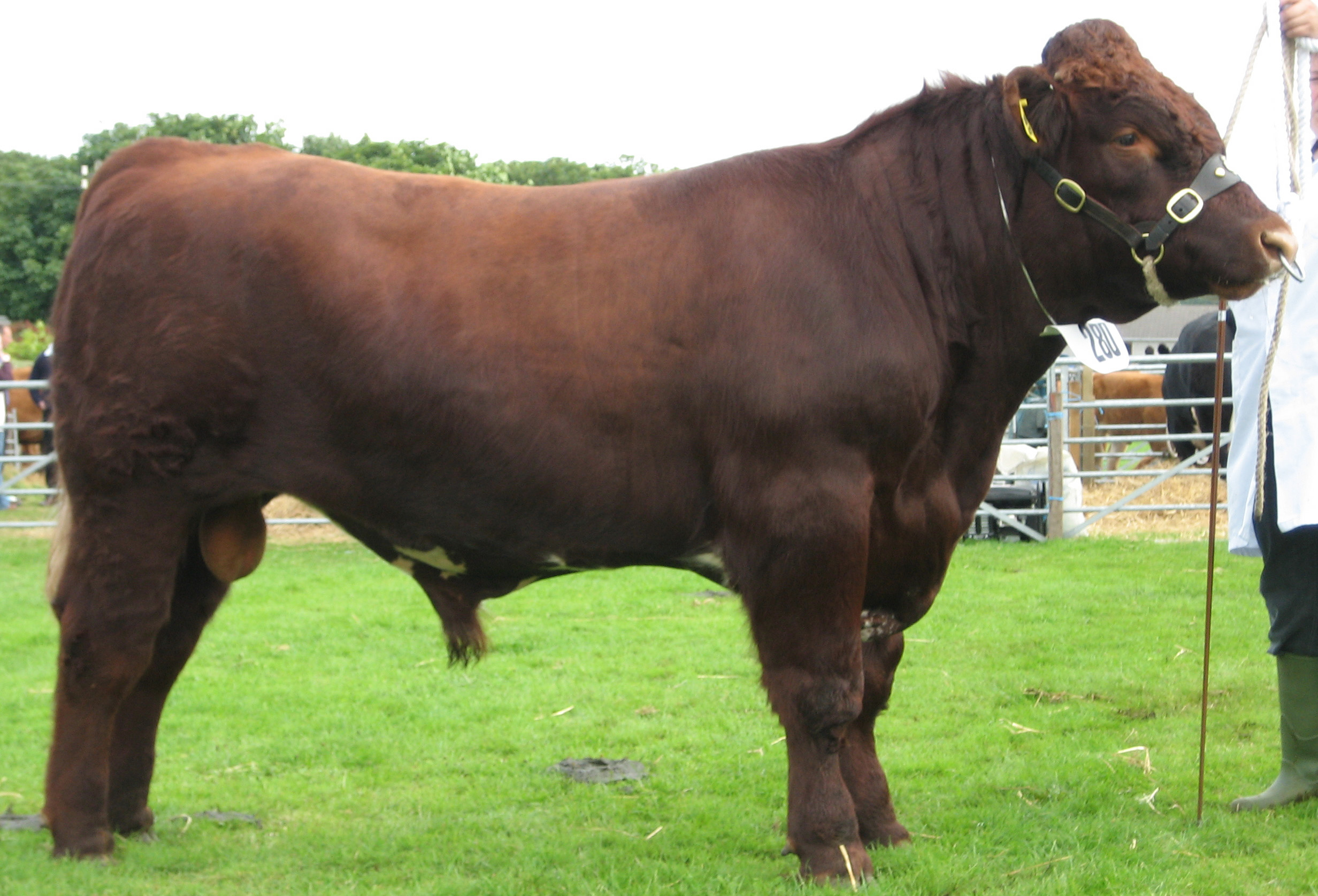
À l'instar d'autres races bovines françaises, on a tenté de croiser la limousine avec des bovins de la race durham, mais sans succès.

Afin d’améliorer la race, quelques éleveurs tentent de croiser leurs animaux avec des animaux agenais,, normands ou charolais, mieux conformés, mais sans que ces pratiques ne se généralisent. La limousine n’échappe pas non plus à la vague d’anglomanie qui touche la France au milieu du XIXe siècle. Quelques riches éleveurs entretiennent des taureaux durham, qui ont tous les honneurs de la bourgeoisie de l’époque, et les croisent avec leurs animaux limousins. Ce système est très vite critiqué par la société d’agriculture de Limoges, qui incite les éleveurs à poursuivre la politique de sélection des animaux les plus conformes aux caractéristiques de la race limousine qui est parfaitement adaptée à son milieu, plutôt que d’essayer d’acclimater les autres races. Par ailleurs, la grande majorité des éleveurs limousins n'ont pas les moyens d'élever des animaux de rente en plus de leurs animaux de travail, comme c'est le cas dans les grandes propriétés qui pratiquent allègrement le croisement avec la durham. Enfin, la marginalisation des animaux anglais dans les concours à partir de la fin des années 1860 entérine définitivement le choix de l’amélioration de la race par elle-même.

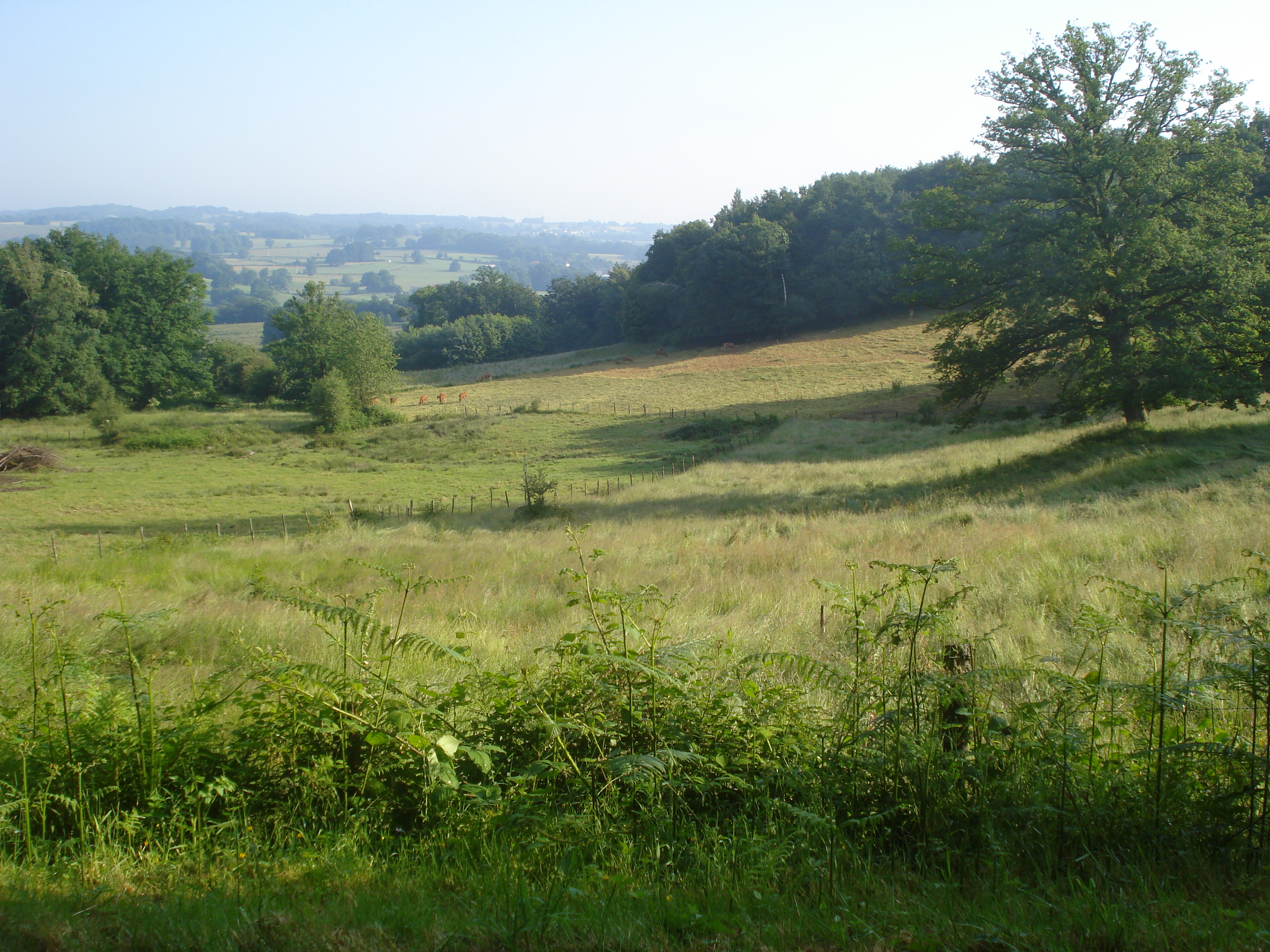
La véritable révolution herbagère du XIXe siècle a modelé le paysage limousin actuel, paysage où les prairies sont omniprésentes comme ici à Chamborand, dans la Creuse

L’administration limousine a déjà pris des mesures dans ce sens par le passé. Ainsi, au début du XIXe siècle, une prime vise à récompenser les éleveurs qui conservent leurs plus beaux taureaux, cela afin que des reproducteurs de qualité soient conservés même s’ils ne sont pas productifs. Mais l’augmentation du poids des animaux passe d’abord par l’amélioration de la qualité des prairies limousines, qui ne sont pas très productives. La seconde moitié du XIXe siècle voit l’arrivée des engrais de synthèse et de plantes fourragères comme le trèfle et le ray-grass, qui permettent d’améliorer la productivité des prairies existantes mais également de transformer les landes de bruyères en pâturages. Par ailleurs, on observe une spécialisation herbagère avec le recul de la polyculture vivrière d’une part, et des vignobles d’autre part à la suite de l’épidémie de phylloxera. Les résultats ne se font pas attendre : en 1862, les bœufs vendus à La Souterraine pèsent en moyenne 600 kg. Le reflux de la vague royaliste au cours du Second Empire et le déclin de l’anglomanie au profit du pragmatisme économique parachèvent le retour de la limousine sur les concours, où les bœufs gras produits par une certaine aristocratie sont de plus en plus critiqués. La race limousine est alors réputée pour la qualité de sa viande et le bon rendement de ses carcasses, qui lui doivent d’être sacrée meilleure race européenne en 1857, 1858 et 1859 lors des concours de rendement d'animaux de boucherie qui se tiennent à Poissy. La consécration de ces progrès sera le prix d’honneur obtenu par le taureau d’Achille Caillaud au concours général de Paris, toutes races confondues, en 1886, et le grand prix d’honneur toutes races confondues obtenu trois ans plus tard par Charles de Léobardy pour son troupeau.

### Vers la création du Herd-book

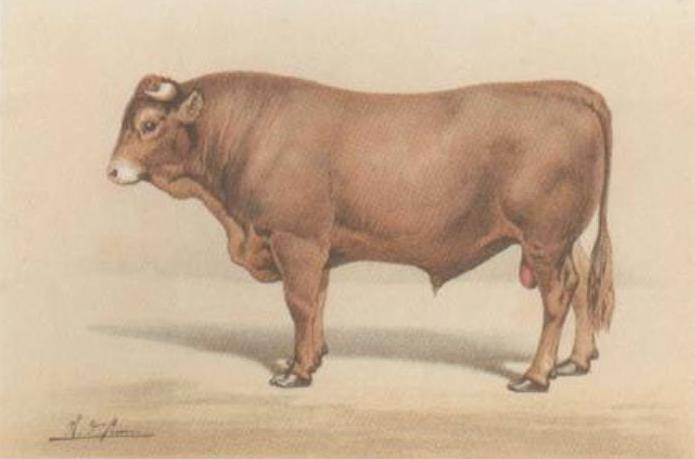
Taureau limousin représenté en 1863 (Charles-Olivier de Penne)

L’amélioration de la race qui a permis de la faire briller sur les concours est avant tout le fait de quelques grands propriétaires. Ainsi, Achille Caillaud, Charles de Léobardy ou encore Pierre-Edmond Teisserenc de Bort possèdent de très larges propriétés travaillées par des métayers et sur lesquelles ils pratiquent une sélection drastique des animaux. Charles de Léobardy, par exemple, qui possède en la personne de son métayer Pierre Royer un éleveur de tout premier ordre, sélectionne les meilleurs taureaux qu’il confie à Pierre Royer, les autres métayers venant faire saillir leurs vaches par ces taureaux. C’est également dans ces grandes propriétés que vont naître les premiers enregistrements des animaux. Ainsi, Pierre-Edmond Teisserenc de Bort tient à jour un registre précis de ses animaux dès 1866.

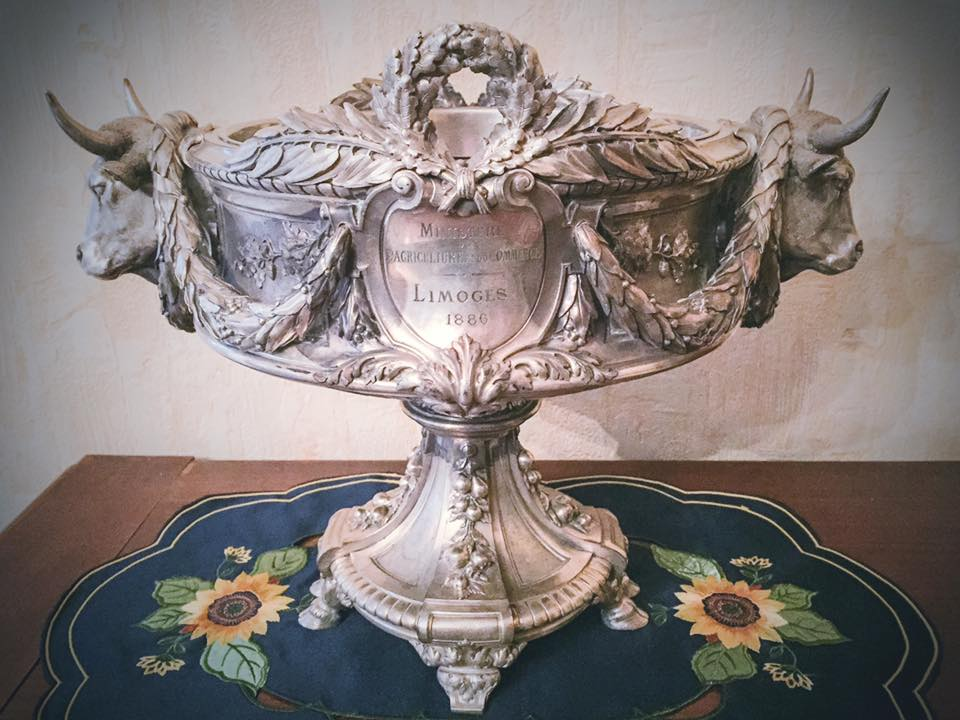
Un des premiers prix obtenu par Pierre Royer, régisseur du domaine de Charles De Léobardy, lors de la création du Herd-book en 1886. Ferme du Vignaud à La Jonchère St Maurice

L’aboutissement de ces efforts de sélection sera la création du herd-book limousin en 1886, par l’initiative du professeur départemental d’agriculture Léon Reclus et de la société d’agriculture de Limoges. Le préfet Louis Michel et l’inspecteur général de l’agriculture Henri de Lapparent prennent rapidement le relais, et obtiennent une aide substantielle du conseil général de la Haute-Vienne. Le 18 novembre 1886, les statuts du herd-book limousin sont déposés à la préfecture. La limousine devient alors la seconde race bovine française à avoir son herd-book, après la charolaise. Le herd-book est un document qui recense l'ensemble des animaux agréés comme appartenant à la race, ainsi que des informations sur leur généalogie. Dès 1887, une commission commence à examiner des animaux en ferme en vue de les inscrire au livre généalogique s’ils correspondent aux critères de la race. Enfin, en 1893 est créé le syndicat de la race bovine limousine, présidé à ses débuts par Charles de Léobardy, qui a pour but principal de promouvoir la race limousine, notamment par le biais des concours.
Si le herd-book a été institutionnalisé par une élite de grands propriétaires, il est vite repris par les petits paysans qui s’intéressent à leur tour à la sélection et aux concours. Le métayage, relativement courant à l’époque, joua certainement un rôle significatif dans la vulgarisation des pratiques de sélection, les métayers copiant les méthodes de leurs maîtres qui avaient fait leurs preuves. Cet engouement est également lié à la multiplication des foires, très populaires en cette fin de XIXe siècle, et qui facilitent les échanges d'animaux et passionnent les éleveurs fiers d'y présenter leurs animaux.

### Bref déclin avant la dynamique actuelle

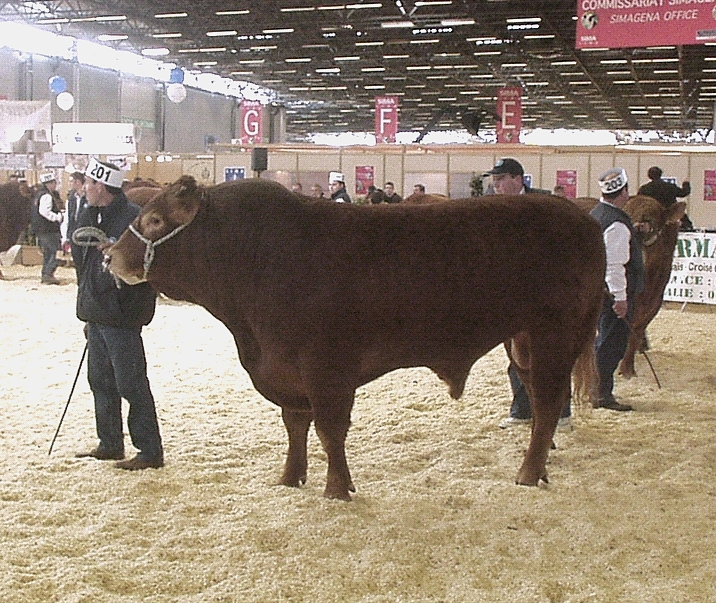
Taureau limousin lors du concours du salon de l'agriculture.

La Première Guerre mondiale porte un coup d’arrêt au dynamisme de la limousine, qui se confirme pendant l’entre-deux-guerres malgré la réorganisation du herd-book en 1923. Ses effectifs ne croissent que lentement, de 600 000 animaux en 1890 à 800 000 en 1940. Elle a même failli disparaître, dans la mesure où il était initialement prévu de la regrouper avec les races garonnaise, blonde du Quercy et blonde des Pyrénées, d'autres races du rameau blond du sud-ouest, lors de la formation de la race Blonde d'Aquitaine en 1962. Finalement, l'opposition farouche des éleveurs limousins à la disparition de la race limousine a permis sa sauvegarde.
La race reprend son développement dans les années 1960, et est depuis de plus en plus présente sur les étals des boucheries. Le cheptel français de race limousine s'est fortement accru ces dernières années, avec une augmentation de 50 % en 15 ans. C'est aujourd'hui la deuxième race bouchère française en termes d’effectif, derrière la charolaise et devant la blonde d'Aquitaine. L'effectif en 2004 s'élève à environ 900 000 vaches, dont 63 000 sont inscrites au registre. À cette date on compte 20 000 taureaux utilisés pour la reproduction, dont 10 % par la voie de l'insémination artificielle, et 1 600 inscrits au herd-book,. 

## Morphologie

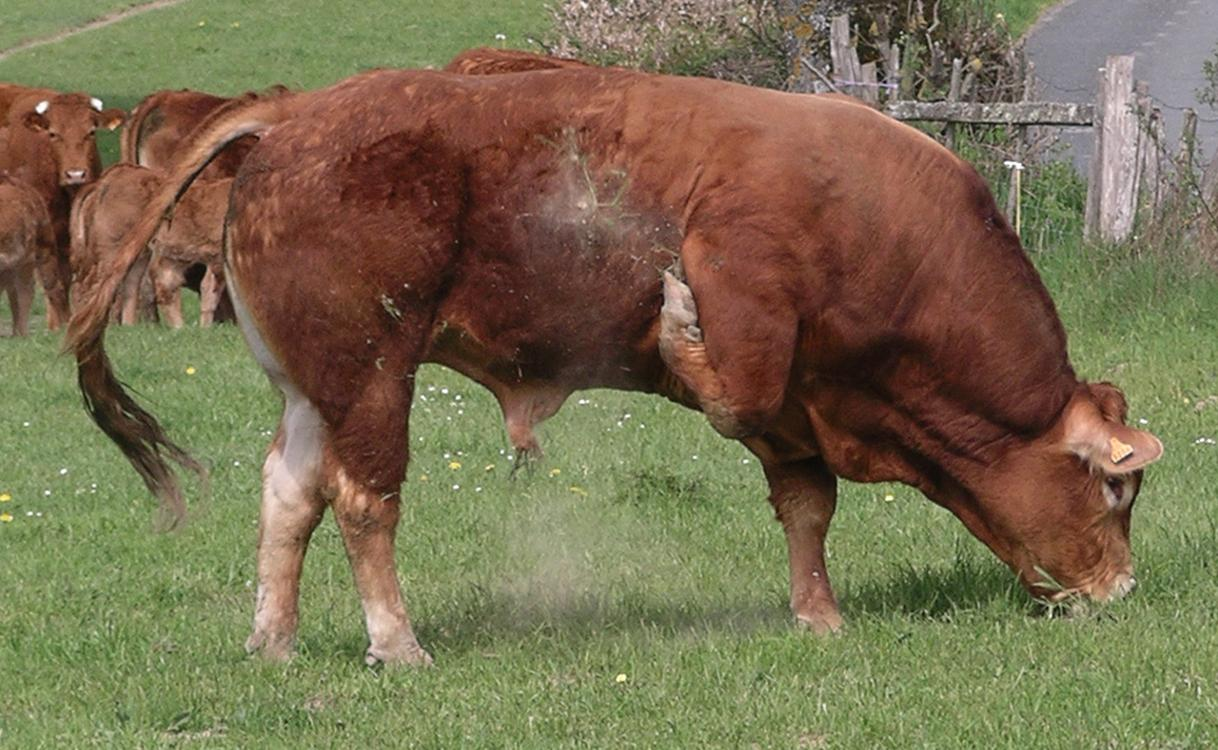
Taureau limousin

Voici comment est décrite la race limousine par le Herd-Book de la race :

« La race bovine limousine est une race bouchère de grand format avec une robe froment vif, pas trop foncé, un peu plus clair sous le ventre, sur la face postérieure des cuisses et dans la région du périnée, de l’anus et des bourses ou du pis et de l’extrémité de la queue. Absence de toute tache et pigmentation, muqueuses roses. Tête courte, front et mufles larges, auréoles plus claires autour des yeux et du mufle, cornes fines arquées en avant et légèrement relevées à leur extrémité (lorsqu’elles sont présentes). Encolure courte. Poitrine large et arrondie, côte ronde. Bassin large, surtout au niveau des ischions, pas trop incliné. Ligne sacrée et hanches peu saillantes. Avant-main bien musclée, dessus très large avec des muscles saillants. Culotte épaisse, descendue et rebondie. Cornes et onglons blonds. Aplombs corrects. Cuir souple et fin. »
 article 1 du titre I du règlement intérieur du herd-book limousin, 1er août 1991 

Ainsi, la première caractéristique de la limousine est sa robe uniforme de couleur froment vif à rouge pâle avec des auréoles plus claires autour des yeux et du mufle. Toutefois, les animaux à la robe noire sont acceptés en tant que limousins aux États-Unis notamment. C'est une vache de grand format : la vache mesure 135 cm au garrot pour 750 kg et le taureau 145 cm pour 1 100 kg.

## Aptitudes

### Une vache allaitante rustique

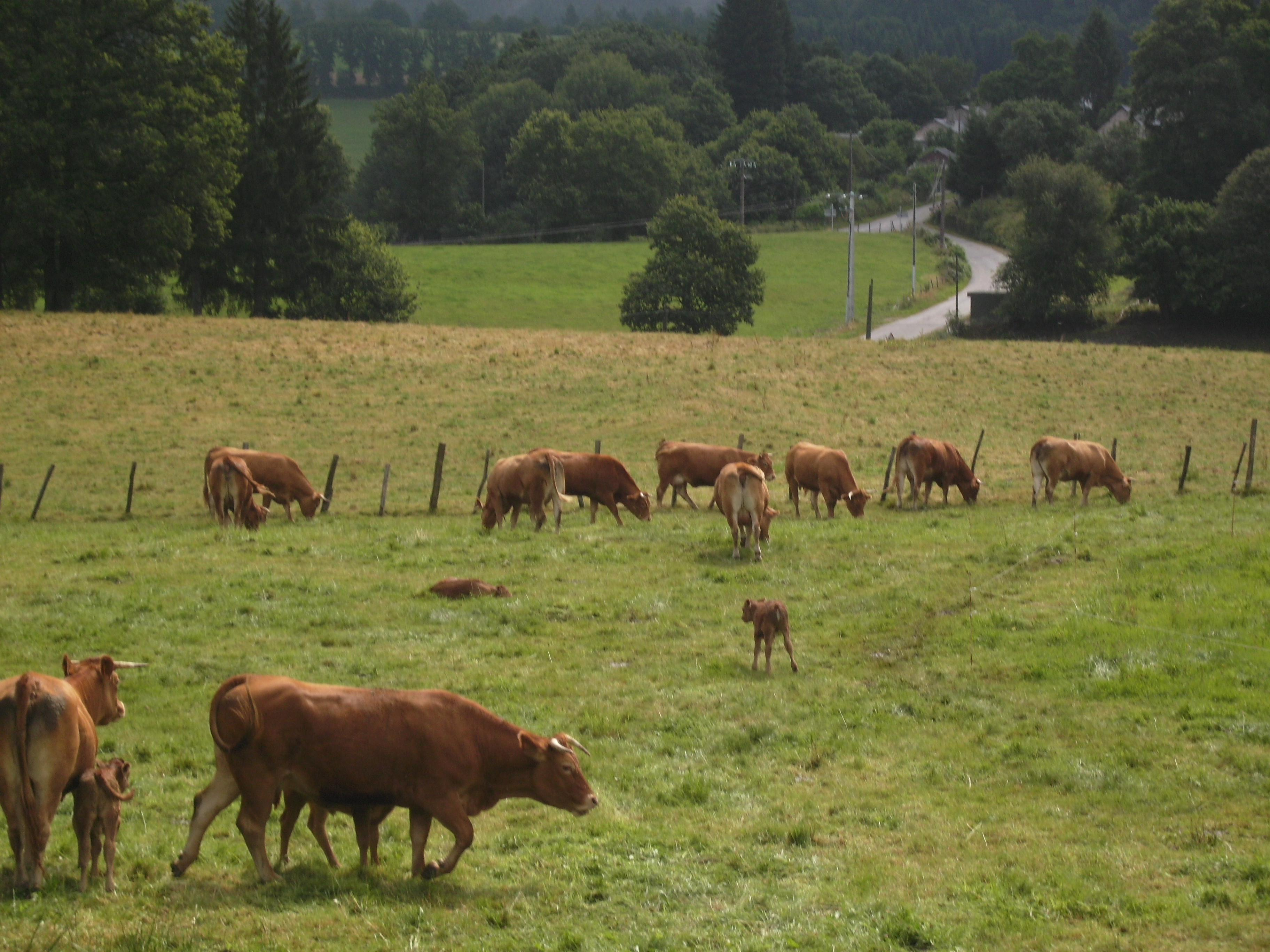
Troupeau de limousines sur le plateau de Millevaches

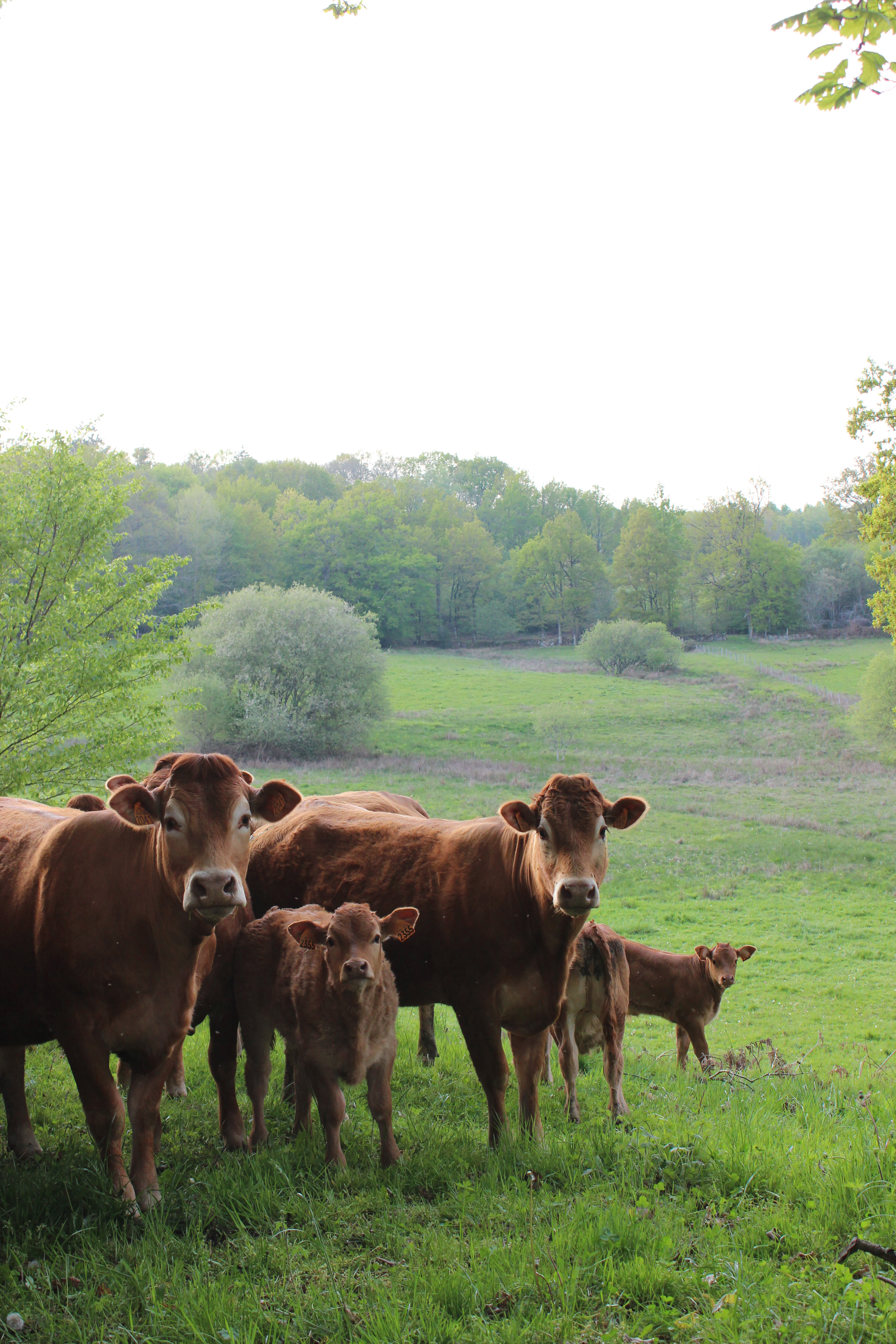
Vaches limousines (sans corne), veaux et pré de fond. Saint-Léonard-de-Noblat, Haute-Vienne.

Outre la qualité de sa viande, la limousine a de très bonnes qualités maternelles. Elle vêle notamment avec facilité (92 % de vêlage facile sans aide et 6 % avec aide pour 0 % de césarienne) : ces vêlages sans encombre facilitent le travail de l'éleveur, mais permettent également de voir naître des veaux vigoureux, pour lesquels la mortalité et les soins vétérinaires seront peu importants. En outre, la limousine se caractérise par sa grande fertilité. Elle allaite bien ses veaux et leur assure une croissance rapide.
Par ailleurs, la limousine est une race rustique, qualité qu'elle hérite vraisemblablement de sa sélection dans des conditions de milieu parfois difficiles : une alimentation fondée sur des fourrages médiocres sur un sol granitique déminéralisé et acide, avec des écarts de température et des reliefs qui atteignent 1 000 m d'altitude. Elle est dotée d'une grande longévité et s'adapte bien à des conditions difficiles et des fourrages médiocres. Il s'agit d'une race bien adaptée à l'élevage en « plein-air intégral », avec des animaux passant toute l'année dehors, comme les expérimentations du Centre d'Études Techniques Agricoles de Pierre-Buffière ont notamment pu le montrer. Elle possède une meilleure efficacité alimentaire que celle de la plupart des races bouchères. Ces qualités alimentaires en font une race à grande vitesse d'engraissement en élevage intensif, bien qu'un peu moins performante que d'autres races comme la charolaise ou la rouge des prés par exemple.
On reproche souvent à la limousine son manque de docilité en comparaison d'autres races bovines d'élevage comme la charolaise. La nervosité des animaux est exacerbée pour les animaux élevés en plein air intégral, et pour les femelles suitées qui ont tendance à vouloir protéger leur veau.

### Une race à vocation bouchère

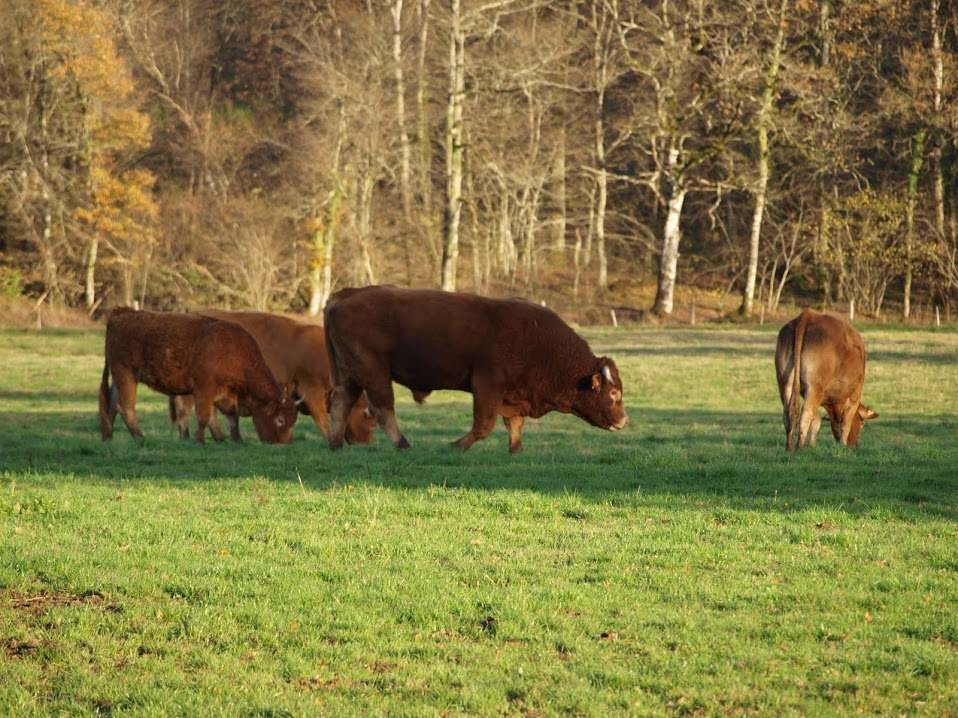
Taureau et vaches de race limousine dans les environs de Limoges.

C'est une race bouchère qui doit beaucoup à son passé d'animal de trait. Elle est appréciée pour sa viande qui a un grain particulièrement fin et est réputée pour sa tendreté. Elle est finement persillée, avec peu de gras, caractéristique commune aux races de trait. Sa qualité gustative est largement reconnue, et lui a valu d'être classée première au « Trophée Qualité » du salon de l'agriculture en 1991 et 1992 lors d'une dégustation en aveugle. Le rendement en carcasse de la limousine est parmi les meilleurs (62 à 65 % pour un animal adulte). Sur cette carcasse, on trouve 75 % de muscles, un rendement également très bon et qu'elle doit à la finesse de ses os. Elle a par ailleurs une proportion intéressante de « morceaux nobles » à griller.
Les animaux limousins peuvent être valorisés à tout âge, comme le souligne le tableau suivant :
| Type d'animal                | Âge à l'abattage (mois) | Poids vif (kg) | Poids de carcasse (kg) |
| Veau de lait                 | 3 à 4                   | 180 à 230      | 120 à 150              |
| Veau d'Aveyron               | 8 à 10                  | 350 à 450      | 230 à 290              |
| Jeune bovin de moins d'un an | 11 à 12                 | 510 à 520      | 320                    |
| Veau de Lyon                 | 13 à 16                 | 500 à 600      | 320 à 380              |
| Jeune bovin                  | 16 à 17                 | 615 à 650      | 380 à 400              |
| Génisse de Saint-Étienne     | 12 à 15                 | 315 à 400      | 200 à 260              |
| Génisse de Lyon              | 18 à 24                 | 425 à 500      | 270 à 320              |
| Génisse lourde               | 26 à 36                 | plus de 600    | plus de 350            |
| Vache de boucherie           | plus de 36              | plus de 600    | plus de 350            |

Cela procure aux éleveurs une grande souplesse d'exploitation. Les productions d'animaux de Lyon et de Saint-Étienne sont particulières à la race. Elles se sont développées au début du XXe siècle, et s'appuyaient sur un engraissement des animaux à partir de topinambours, production bien adaptée aux sols de la région.

Logo de « Blason Prestige ».

La race limousine a été la première en France à être distinguée par un label rouge. Il a été élu en 2004 comme meilleur choix en matière de viande bovine sous label rouge par l'UFC Que choisir.Aujourd'hui elle en possède trois, qui représentent 25 % de la viande bovine française sous label rouge
- bœuf du Limousin, pour la viande bovine limousine en général ;
- limousin junior, pour la viande d'animaux n'excédant pas 18 mois pour les mâles et 28 mois pour les femelles ;
- veau fermier limousin, nourri exclusivement du lait de sa mère et caractérisé par une viande légèrement rosée, qui fait également l'objet d'une IGP depuis 1996.

Ces trois labels rouges sont regroupés sous la marque « blason prestige ».
Malgré ces qualités, il faut noter que traditionnellement la limousine n'est pas engraissée et abattue dans sa région d'origine. Dès le XIXe siècle, les éleveurs limousins n'avaient pas toujours les ressources, notamment en céréales, pour engraisser les bœufs et les revendaient souvent à des régions céréalières. Cela peut expliquer l'absence de la viande de limousine dans la gastronomie traditionnelle locale. Encore aujourd'hui, les éleveurs commercialisent essentiellement des animaux maigres, qui partent souvent vers l'Italie.

### Une race à croisement
Ces dernières années, elle est également devenue une race à croisement. Ses mâles confèrent à leur progéniture leur potentiel génétique boucher. Ainsi, elle est recherchée en croisement sur des races laitières ou locales pour augmenter le rendement en viande des veaux. Elle a notamment servi à créer la tulim (croisement de touli et limousine) ou la brahmousin (croisement brahmane × limousin). En Chine, des taureaux limousins sont importés régulièrement pour améliorer les races locales, avec un certain succès.
Mais les croisements peuvent également être une stratégie pour les producteurs de viande. Ainsi, au Royaume-Uni et aux États-Unis on apprécie particulièrement les croisements entre animaux angus et limousins qui bénéficient d'un fort développement musculaire et de qualités de rendement de carcasse hérités de la limousine et de la teneur en gras et l'absence de cornes de l'angus. Dans l'assiette du consommateur, cette viande à la réputation de mêler le goût reconnu de la viande d'angus avec la finesse de grain de la limousine.

## Sélection

### Un phénomène déjà ancien

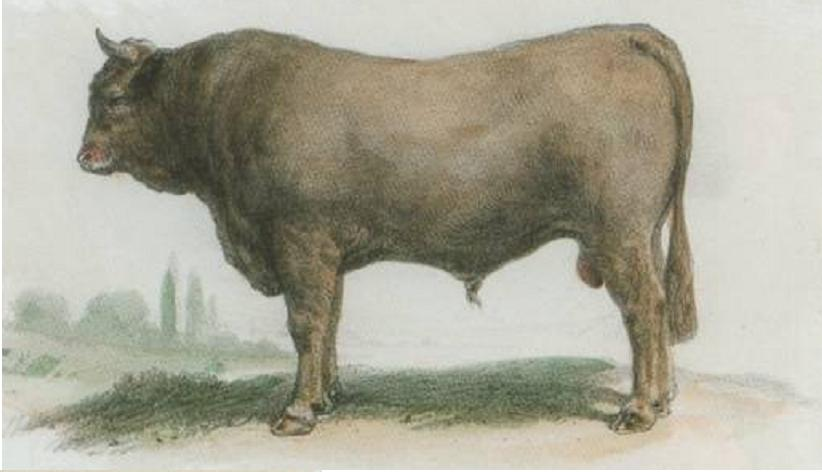
Première représentation en couleur d'un taureau limousin présenté en tant que tel (1853).

Au début du XIXe siècle, le phénotype de la race est déjà bien fixé. En effet, les éleveurs ont pris l'habitude de conserver en priorité les animaux de couleur froment vif. Les veaux blancs ou fauves, ou tachés, n’ont que très peu de valeur aux yeux des éleveurs et sont irrémédiablement destinés à la boucherie. Cet usage de sélection suivant des critères extérieurs bien définis, décrié par ailleurs par certains agronomes comme le parisien Jean-Baptiste Rougier de la Bergerie, a permis, de pair avec l’enclavement de la région, la création d’un phénotype bien caractérisé pour la race limousine.
Contrairement à de nombreuses autres races françaises, la limousine n’a pas été créée à partir de croisements avec des races étrangères. À la suite des échecs de l’introduction de sang durham dans la race, l’amélioration s’est appuyée sur une sélection drastique des animaux. Pour autant, la race durham n'a pas été inutile à l’évolution de la race limousine. Edmond Teisserenc de Bort déclara que les animaux anglais ont appris aux éleveurs limousins et apprécier les belles formes, et qu’ils ont par la suite cherché à obtenir la conformation des animaux anglais dans leur démarche de sélection. Cette sélection a été entérinée par quelques grands propriétaires à ses débuts avant d'être progressivement adoptée par l'ensemble des éleveurs.

### L’entrée au Herd-book

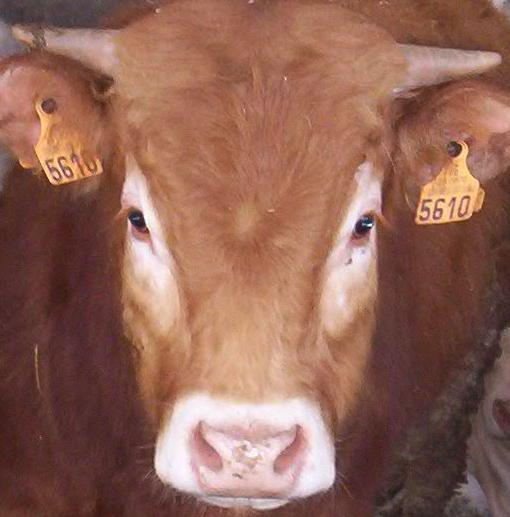
Les animaux limousins doivent avoir le tour des yeux et du mufle plus clairs.

Le herd-book apparaît à la suite de la définition de la notion de race telle qu’elle est utilisée par les zootechniciens au XIXe siècle, ceux-ci prétendant qu’il est plus facile de transmettre le patrimoine génétique des animaux dans une race pure. Il a pour but de garantir le pedigree des animaux reproducteurs et de créer une base pour l’amélioration du cheptel limousin. Mais la première étape est l’inscription des animaux pour créer une base stable et homogène de sélection. Pour ce faire, la commission du herd-book doit s’appuyer sur des critères précis, gages de la pureté de la race. Les principaux critères retenus sont la robe des animaux, qui doit être unie et de couleur froment clair à froment vif, et les muqueuses qui doivent être roses et sans taches. Les commissaires étaient réputés pour leur sévérité, leur valant le surnom de « Naz négreis » (nez noirs) tant ils étaient inflexibles sur la présence de taches noires sur le nez. On reprocha également à la commission d’être trop attachée à l’aspect local de la race et de s’intéresser principalement aux animaux de Haute-Vienne. Tout cela contribua à restreindre le nombre d’animaux de la base de sélection : en 1914, 5 416 animaux y sont inscrits. La guerre stoppe les activités du herd-book, qui ne reprendront qu’en 1922. La base s’élargit alors un peu, atteignant 8 299 en 1925, mais reste centrée sur la Haute-Vienne où se trouvent 80 % des exploitations détenant des bêtes inscrites.

### Schéma de sélection actuel

Schéma de sélection appliqué à la race limousine

Le schéma de sélection appliqué actuellement pour la race limousine s'est mis en place progressivement à l'échelle du pays depuis les années 1980. Il utilise avec parcimonie les différentes méthodes de sélection (sur ascendance, individuelle et sur descendance) et les différentes voies de diffusion du progrès génétique (insémination artificielle, monte naturelle) afin de repérer les taureaux les plus conformes aux objectifs de la race et de diffuser leurs caractères dans la population.
Toutes les femelles inscrites au herd-book sont contrôlées en ferme. Ces contrôles portent principalement sur leurs qualités maternelles, qui sont évaluées à partir des conditions de vêlage de leurs veaux et de la croissance et la morphologie de ceux-ci. Les résultats sont transmis à l'INRA qui, par un calcul complexe, quantifie les effets résultant du milieu dans lequel vit l'animal (conditions d'élevage, climat, effet lié au mois de naissance, …) et estime la valeur génétique de chaque individu par des valeurs nommées index qui permettent de comparer les animaux entre eux. Les vaches qui ont obtenu les meilleurs index sont ensuite examinées en détail par les techniciens du herd-book qui leur attribuent des notes en fonction de leur morphologie, et les meilleures d'entre elles sont susceptibles d'obtenir une qualification : « Reproductrice Reconnue », voire « Reproductrice Recommandée » pour les meilleures. Cela permet d'identifier les animaux les plus performants de la race.
Pour les mâles, la sélection des meilleurs reproducteurs est plus complexe. En effet, le besoin en reproducteurs est moindre puisqu'on n'a pas besoin nécessairement d'un taureau par vache. La première étape se situe au sevrage, où la morphologie des veaux et les qualités connues de leurs parents permettent de faire une première sélection des animaux, agrémentée de la qualification « Reproducteur Espoir ». Les veaux ainsi choisis entrent à la station nationale de qualification de Lanaud juste après leur sevrage, alors qu'ils sont âgés de 7 mois. Ils sont élevés dans des conditions strictement identiques jusqu'à l'âge de 13-14 mois, âge de leur mise à la reproduction. Le contrôle en station permet de comparer plus facilement les animaux, puisqu'ils sont nourris et élevés de manière identique. Les différences que l'on observe entre les animaux sont donc essentiellement liées à leur patrimoine génétique, ce qui intéresse les sélectionneurs puisque ce patrimoine est transmissible à leurs descendants. À l'issue des contrôles en station, la moitié des animaux se voit attribuer une qualification « Reproducteur jeune » par le herd-book. La plupart des taureaux issus de ces centres sont destinées à la monte naturelle. Les meilleurs d'entre eux font par ailleurs l'objet d'une évaluation à partir de leurs descendants, permettant de la même manière que pour les femelles de distinguer les meilleurs par les qualifications « Reproducteur Reconnu » et « Reproducteur Recommandé ». En parallèle de la station de Lanaud, il existe trois stations locales, à La Souterraine (Creuse), Saint-Jal (Corrèze) et Naucelle (Aveyron). Elles fournissent aux producteurs de viande de leur région des mâles avec de fortes aptitudes bouchères qu'elles sélectionnent parmi les veaux d'éleveurs dont les troupeaux ne sont pas forcément inscrits au herd-book.
Les meilleurs taureaux sont dirigés vers les coopératives d'insémination artificielle où leur semence sera prélevée. L'insémination artificielle permettra une large diffusion de la semence de ces taureaux, et permettra ainsi à un grand nombre d'éleveurs de profiter de leurs qualités génétiques. Toutefois, cette utilisation sous-entend que l'on doit être sûr de leurs qualités. C'est pourquoi ils sont soumis à un schéma de sélection strict permettant de connaître leurs index avec une grande précision. Dès le sevrage, les meilleurs animaux présents à la station de Lanaud sont dirigés vers celle de Naves. Là, ils font l'objet de contrôles plus précis et sont finalement évalués sur leur efficacité alimentaire, leur croissance et leur développement musculaire. Les 10 premiers taureaux à la sortie de la station, ainsi que les meilleurs taureaux de monte naturelle, sont ensuite contrôlés sur leur descendance. On insémine avec leur semence 120 vaches pour chacun des taureaux, ce qui permet d’obtenir 60 à 80 veaux par taureau testé. Ces veaux sont tous rachetés pour être contrôlés. Les mâles vont à la station de Pépieux dans le Gers où ils sont engraissés à partir d’une ration d’ensilage de maïs avant d’être abattus à l’âge de 16 mois. En plus des contrôles sur la croissance et la conformation des animaux vivants, on s’intéresse à celle de leurs carcasses, leurs rendement et leur composition en gras. Les meilleurs taureaux selon les résultats de leurs descendants sont qualifiés « Viande Jeunes Bovins ». Les veaux femelles vont à Moussours en Corrèze. Elles sont toutes fécondées avec le même taureau et vêlent à 2 ans en stabulation avant d’être mises à l’herbe avec leurs veaux. On réalise de nombreux contrôles sur le poids, la croissance, la morphologie, la fertilité, l’aptitude au vêlage et la production laitière des génisses afin de mesurer leurs qualités maternelles. Les meilleurs taureaux suivant les qualités maternelles de leurs filles sont qualifiés « Qualités Maternelles ».

### Les organismes liés à la sélection

Logo de France Limousin Sélection

Ce programme de sélection nécessite l’intervention de divers acteurs, chacun ayant un rôle bien défini. Ainsi, le herd-book limousin est chargé du contrôle des animaux en ferme sur leur morphologie et celle de leurs enfants en vue d’une éventuelle qualification. Chaque année, il choisit également les veaux qui seront destinés à être évalués en station à Lanaud. Le GIE France Limousin Testage permet la diffusion des meilleurs taureaux par l’insémination artificielle. Pour cela, il acquiert les meilleurs animaux présents à la station de Lanaud et s'occupe de leur évaluation à la station de Naves et du testage sur descendants qui suit. Le GIE prélève ensuite la semence des taureaux et publie leurs performance dans un catalogue qui permet aux éleveurs de faire leur choix avant de faire inséminer leurs vaches. Tout le programme est coordonné par l’organisme de sélection France Limousin Sélection, qui détermine notamment les axes à privilégier dans la sélection. France Limousin Sélection intègre tous les organismes liés à la sélection, la diffusion et l'utilisation de la race limousine, dont notamment le herd-book limousin, France Limousin Testage et les divers groupements de producteurs. Le pôle de Lanaud, situé non loin de Limoges, tient une place majeure dans la sélection de la race limousine. C'est notamment le siège de la station nationale de qualification et de l'administration du herd-book et de France Limousin Sélection.

### Perspectives

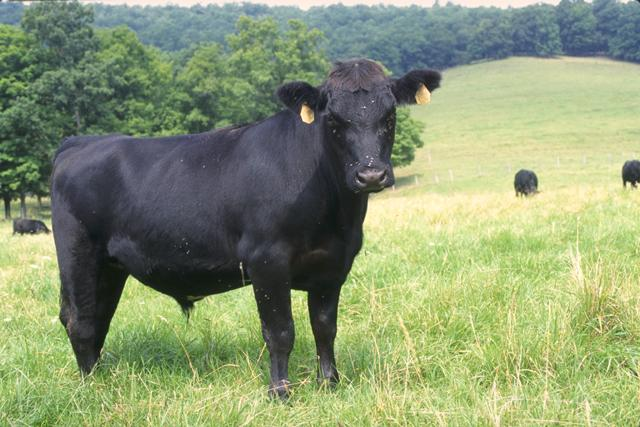
Les éleveurs tentent d'introduire une lignée sans cornes à partir de croisements successifs avec l'Angus, porteuse naturelle du gène concerné

Au cours du temps, la sélection a permis une amélioration de la race limousine, notamment du point de vue de la conformation bouchère des animaux. Cependant le choix des meilleurs reproducteurs et leur diffusion à grande échelle, notamment par le biais de l'insémination artificielle, comporte un risque réel d'augmentation de la consanguinité, qui pourrait mettre en péril la race à long terme. Jusqu'à aujourd'hui la limousine n'est pas inquiétée par ce phénomène. Selon les données présentes dans le livre généalogique limousin, on observe entre 1996 et 2000 que les 10 ancêtres les plus prépondérants sont à l’origine de 16 % des gènes des animaux actuels, et que 50 % des gènes provenaient des 179 ancêtres les plus importants. À titre de comparaison, pour la race Prim'Holstein, 16 ancêtres contribuent à 50 % des gènes des animaux actuels.
Une des lignes actuelles de la politique d'amélioration de la race est le développement d'une lignée sans cornes. Cette volonté est essentiellement motivée par des raisons pratiques : cela permettrait de soustraire l'éleveur à l'écornage manuel visant à prévenir les combats entre animaux. Dans ce cadre, un taureau sans cornes nommé Highland Jade a récemment été importé des États-Unis, pour nourrir les efforts de sélection français dans cette voie. La difficulté est de conserver les qualités de la race et d'y adjoindre simplement le caractère de l'absence de corne, lui-même issu d'une autre race bovine naturellement sans cornes, l'Angus. Les animaux limousins sans cornes ne sont pas admis au herd-book limousin pour le moment car ils ne respectent pas tous les standards de la race, mais les efforts de sélection se poursuivent.
La recherche de la docilité est également une des voies de perfectionnement de la race. Depuis 1990, il existe un test de docilité appliqué à la station de qualification de Lanaud et celle de Moussours et qui s'intéresse principalement à évaluer la réactivité des animaux face à la manipulation par l'homme. Tout animal montrant une nervosité anormale lors du test est tout simplement éliminé du schéma de sélection. Au préalable, il a été démontré que la docilité était un caractère qui pouvait se transmettre de génération en génération et qu'il était donc utile de sélectionner les animaux sur ce trait de caractère.

## Pathologies
Une étude faite dans les abattoirs en France a montré que cette race bovine et la prim'Holstein sont les plus touchées par les Schwannomes, surtout chez les animaux plus âgés.

## Diffusion

### En France

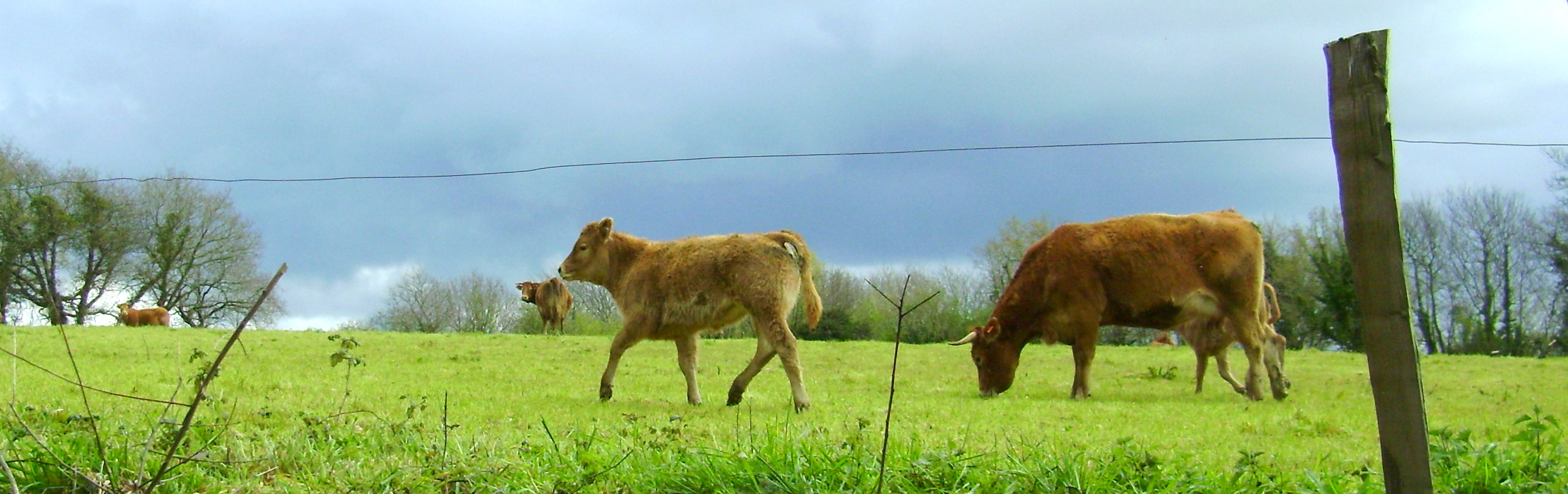
Animaux limousins dans le Finistère

Il est difficile d’appréhender la diffusion de la race limousine au-delà de son berceau au début du XIXe siècle. En effet, les caractéristiques de la race ne sont pas encore fixées et aucune statistique n’existe à cette époque. Toutefois, on associe communément les bœufs du Limousin avec ceux de certains départements limitrophes comme la Vienne, la Charente, la Dordogne et le Lot. Les enquêtes agricoles de 1852 et 1862 apportent des informations plus précises. Ainsi, en 1852, la race limousine est considérée comme dominante dans les départements de la Dordogne, de l’Indre et de la Charente, et est présente dans la Vienne, l’Allier, la Charente-Maritime, la Gironde, le Lot, le Cher, la Vendée, le Tarn, le Tarn-et-Garonne et les Deux-Sèvres. En 1862, elle est mentionnée dans 21 départements, l’Aveyron, l’Yonne, le Cantal, le Puy-de-Dôme, la Loire, le Lot-et-Garonne, le Gard, l’Indre-et-Loire et le Maine-et-Loire se rajoutant à la liste. Il s’agit bien souvent de croiser la limousine avec la race locale, comme ce fut notablement le cas en Dordogne et en Lot-et-Garonne avec les garonnais de coteaux, des croisements entre limousins et garonnais qui étaient recherchés à la fin du XIXe siècle comme animaux de boucherie. Les effectifs sont également mal connus. L’inspecteur général de l’agriculture Henri de Lapparent parle de 451 000 bovins en 1892 et 521 000 en 1913, tandis que le zootechnicien Paul Diffoth estime les effectifs à 710 000 bovins en 1903.
Depuis les années 1960, elle a continué sa progression dans le sud-ouest de la France. La région Midi-Pyrénées est d'ailleurs la deuxième région française en termes d'effectifs avec 150 000 vaches présentes. Par ailleurs, elle s'est fortement développée en Bretagne à la fin du XXe siècle. La limousine est actuellement présente dans 70 départements et dans la plupart des régions. Seuls quelques départements de l'est et du sud-est de la France métropolitaine n'ont pas encore vu s'implanter la race. Aujourd'hui on compte plus de 900 000 vaches-mères sur l'ensemble du territoire français, ce qui en fait la deuxième race allaitante en termes d'effectifs après la Charolaise.
|          | 2012      | 2011      | 2010      | 2009      | 2008      |
| -------- | --------- | --------- | --------- | --------- | --------- |
| Mâles    | 571 448   | 555 705   | 571 696   | 570 142   | 563 0     |
| Génisses | 973 575   | 970 679   | 1 004 429 | 1 019 599 | 1 004 407 |
| Vaches   | 1 061 705 | 1 066 086 | 1 078 003 | 1 058 187 | 1 044 260 |

### À l’étranger

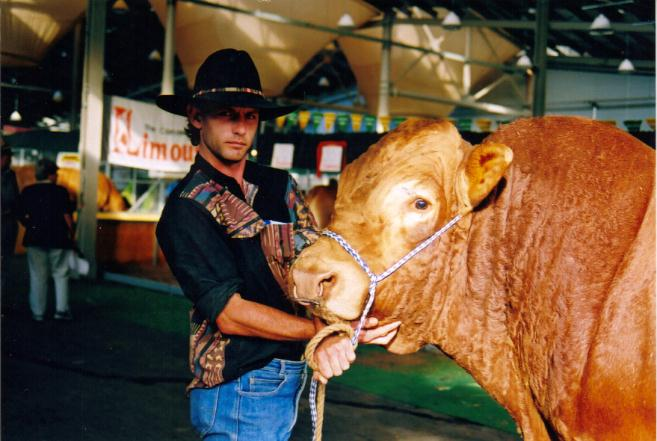
Taureau limousin en Australie

Dès la création de son herd-book, la limousine commence à être exportée en Argentine, au Brésil, en Uruguay, à Madagascar ou encore au Portugal, mais cela ne concerne que quelques animaux et les tentatives d'introduction se révèlent souvent infructueuses. Le seul troupeau qui réussit à s'implanter durablement hors de France à cette époque est celui de Nouvelle-Calédonie, qui importe régulièrement des animaux limousins depuis le début du XXe siècle.
Ce n'est qu'après la réforme de l'élevage français dans les années 1960 que la race prend son essor à l'étranger. Elle est introduite en Argentine, au Brésil, mais également dans d'autres pays d'Europe comme l'Espagne en 1966, l'Italie en 1968, les Pays-Bas en 1969, le Danemark en 1970 et le Royaume-Uni en 1971. Par le biais du Royaume-Uni, l'Australie et la Nouvelle-Zélande ne tardent pas à importer leurs premiers animaux. Une étape essentielle dans la diffusion de la race limousine est franchie en 1968 avec l'introduction du premier taureau, Prince Pompadour, au Canada. La semence de ce taureau est rapidement disponible aux États-Unis et les importations d'animaux en Amérique du Nord se développent fortement à partir du début des années 1970. Aujourd'hui, la North American Limousin Foundation est la plus grande association mondiale pour la race limousine. Des associations de la sorte se sont développées dans la plupart des pays utilisant la race limousine et elles sont toutes regroupées au sein du Conseil International Limousin, fondé à Limoges en 1973 par Louis de Neuville, ambassadeur de la race limousine à l'étranger, qui a joué un rôle prépondérant dans la diffusion de la limousine. En 1989, EUROLIM rassemble tous les herd-books européens de la race. Aujourd'hui, la limousine est présente dans environ 70 pays dans le monde, sous toutes les latitudes. Dans la plupart des cas on utilise des taureaux limousins ou leur semence pour améliorer la race locale par des croisements, mais la conduite en race pure est également utilisée. La limousine montre par ailleurs de bonnes aptitudes d’adaptation aux différents milieux qui lui sont proposés, ce qui contribue grandement à ce succès à l'étranger et en fait la race bovine française la plus exportée à l'heure actuelle.

## La limousine dans la culture populaire

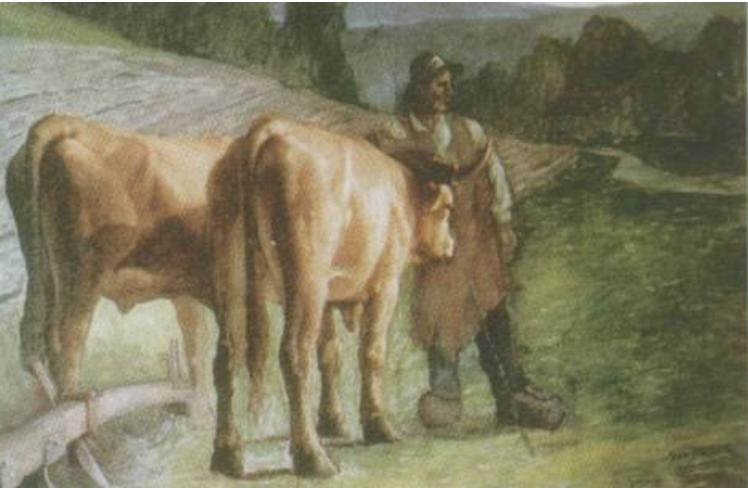
Les bœufs de Jean Teilliet, une des rares œuvres mettant en scène des bovins limousins

La limousine est fortement liée à sa région d'origine, et notamment à ses conditions de milieu particulières auxquelles elle s'est adaptée au cours du temps, et aux éleveurs limousins qui l'ont sélectionnée sur plusieurs générations pour en faire ce qu'elle est aujourd'hui. Toutefois, à la différence d’autres races, la limousine a été relativement peu représentée dans les œuvres des artistes locaux, montrant le manque d’appropriation de cette race en dehors de la sphère agricole. Quelques rares artistes locaux s’y sont intéressés, tels Jean Teillet, Sylvain Grateyrolle ou plus récemment Guy Salesse. C’est devant ce constat que le syndicat de la race limousine commanda trois biscuits en porcelaine à Raymond Laporte au début du XXe siècle, dans l’espoir de susciter un certain engouement des artistes pour ce thème. Ces œuvres, réalisées par Léon Bureau, mêlent porcelaine et vaches limousines, deux emblèmes de la région. La limousine n'est devenue un symbole de l’identité locale que plus récemment, dans les années 1970-1980, avec le développement de la limousine au-delà de sa région d’origine et l'importance qu'elle prend dans le monde de l'élevage.
Laurent Bourdelas, spécialiste de la littérature du Limousin, a étudié la présence importante de la vache dans l'œuvre poétique de Joseph Rouffanche (Prix Mallarmé en 1984).

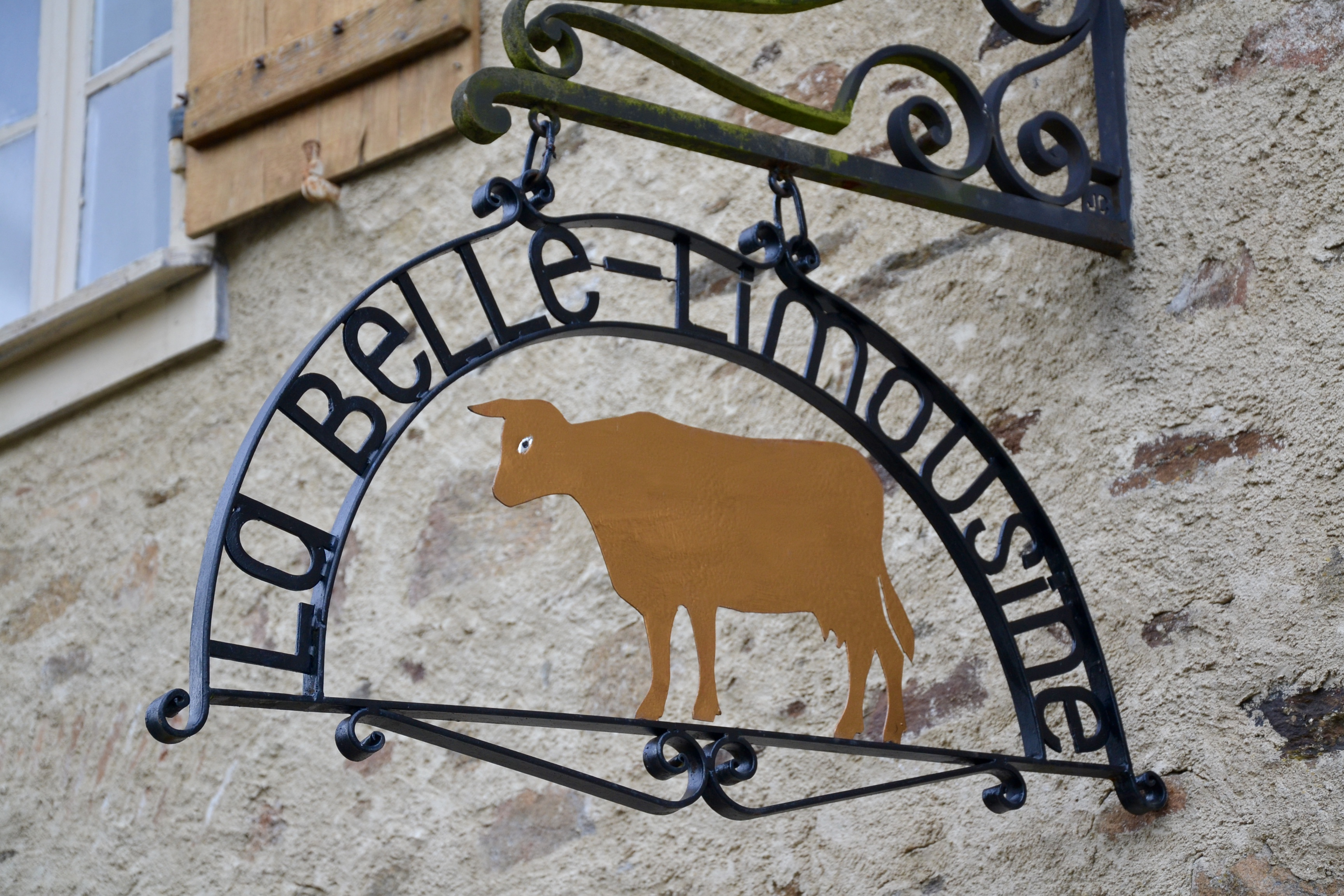
La limousine, une fierté régionale.

La limousine est par ailleurs très présente sur les foires, les concours et autres rassemblements liés à l'élevage tels que le salon de l'agriculture à Paris, pour lequel une vache limousine, Titine, était la mascotte de l'édition 2007 visible sur les affiches, mais également le SPACE de Rennes ou le sommet de l'élevage à Cournon-d'Auvergne. Tous les ans est organisé un concours national limousin. On peut noter que Marguerite, la première vache clonée à partir d'une cellule différenciée par l'INRA en 1997, était une limousine.
Depuis 2015, la race limousine fait l'objet d'un parc pédagogique agrotouristique, le Limousine Park, installé sur le site du pôle de Lanaud.

### Bibliographie

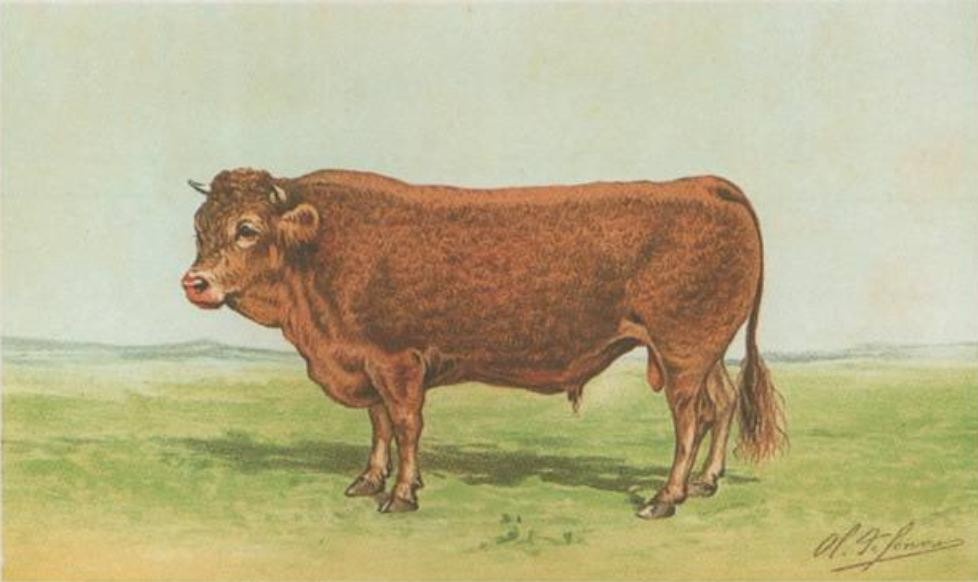
Taureau limousin, chromolithographie de Charles-Olivier de Penne, 1891.